# Map of the Soul: 7 – The Journey
Map of the Soul: 7 - The Journey (estilizado como MAP OF THE SOUL: 7 ~ THE JOURNEY ~) é o quarto álbum de estúdio japonês, e o oitavo no geral, do grupo masculino sul-coreano BTS, lançado em 14 de julho de 2020. É o primeiro álbum japonês completo do grupo em dois anos, desde 2018, Face Yourself. O álbum possui versões japonesas de canções dos álbuns Love Yourself: Answer (2018), Map of the Soul: Persona (2019) e Map of the Soul: 7 (2020), bem como quatro novas faixas originais japonesas: "Intro: Calling", single principal "Stay Gold", "Your Eyes Tell" e "Outro: The Journey". O single "Lights" lançado anteriormente em 2019 também foi incluído.
O álbum é o sexto do BTS em geral a estrear em primeiro lugar no Japão e o segundo em 2020. Vendeu 500.000 cópias em seus primeiros dois dias e quebrou o recorde de vendas mais altas na primeira semana de 2020 com 564.000 cópias para se tornar o álbum mais vendido o ano na época. Também estabeleceu um novo recorde de vendas na primeira semana de um artista estrangeiro do sexo masculino, ultrapassando o recorde de dez anos do DBSK de 413.000 cópias vendidas. Map of the Soul 7 - The Journey foi certificado pela tripla platina em sua quarta semana pelo RIAJ.